# Мариън (окръг, Тенеси)
Окръг Мариън (на английски: Marion County) е окръг в щата Тенеси, Съединени американски щати. Площта му е 1326 km², а населението – 27 776 души (2000). Административен център е град Джаспър.